# III. kationosztály
A III. kationosztályba azokat az ionokat soroljuk, melyek ásványi savval savanyított közegből kénhidrogénnel nem választhatók le, ezzel szemben ammónium-szulfid hatására csapadékként kiválnak.

## A nikkelionok reakciói
- A nikkelsók vizes oldatai zöld színűek, és savas kémhatásúak.
- NaOH. Zöld, kocsonyás csapadék formájában nikkel(II)-hidroxid válik le, mely a reagens feleslegében oldhatatlan.

A nikkel(II)-hidroxidot  fekete színű nikkel(III)-hidroxiddá sem a levegő oxigénje, sem a hidrogén-peroxid nem képes oxidálni, de a hipoklorition igen: 

2 Ni(OH)2 + ClO- + H2O → 2 Ni(OH)3 + Cl-
- NH3. A reakció elején leváló nikkel-hidroxid-csapadék a reagens feleslegében kék színnel igen könnyen oldható:

Ni(OH)2 + 6 NH3 → Ni(NH3)2+6 + 2 OH- 

Sok ammóniumsó jelenlétében csapadék nem is válik le.
- (NH4)2S hatására fekete színű nikkel-szulfid válik le, mely tulajdonságaiban a kobalt-szulfidhoz hasonló.

A dekantálva mosott csapadékot három részre osztva észlelhetjük, hogy 

a, a csapadék nem oldódik szulfidionok feleslegében 

b, nem oldódik reagens töménységű savakban 

c, 30%-os salétromsav oldja: 

3 NiS + 2 NO−3 + 8 H+ → 3 Ni2+ + 3 S + 2 NO + 4 H2O
- KCN. A nátronlúggal éppen leválasztott nikkel(II)-hidroxid sárga színnel oldódik cianidionok hatására:

Ni(OH)2 + 4 CN- → Ni(CN)2−4 + 2 OH-
- Dimetil-glioximmal a nikkelionok semleges, gyengén ecetsavas vagy gyengén ammóniás (esetleg tartarátot is tartalmazó) közegben egyaránt igen jellemzően élénkvörös, pelyhes csapadékot adnak. A csapadékot erős savak oldják.

A nikkelionokra elsősorban a dimetil-glioximos reakció jellemző, emellett azonban figyelembe kell venni a hidroxidcsapadékának oldódási és redoxireakcióit is. Szulfidjának kétféle módosulata és azok eltérő oldódása elkülönítésre jól használható.

## A kobaltionok reakciói
- A hexaakva-kobalt(II)-ion rózsaszínű, savtermészetű, így vizes oldata savas kémhatású.
- NaOH. Kék színű, bázisos kobaltsó-csapadék válik le, mely a reagens feleslegében nem oldódik, de átalakul rózsaszínű kobalt(II)-hidroxiddá.

A dekantálva mosott csapadékot osszuk három részre: 

a, Hipoklorit hatására sötétbarna kobalt(III)-hidroxiddá alakul:
2 Co(OH)2 + ClO- + H2O → 2 Co(OH)3 + Cl- 

b, Hidrogén-peroxiddal hasonló oxidáció következik be:
2 Co(OH)2 + H2O2 → 2 Co(OH)3 

c, Hosszas állás közben lúgos közegben a levegő oxigénje is képes a kobalt(II)-hidroxidot kobalt(III)-hidroxiddá oxidálni: 

4 Co(OH)2 + O2 + H2O → 4 Co(OH)3
- NH3. Ugyancsak kék bázisos kobalt(II)-vegyületet választ le, mely a reagens feleslegében sárga színnel könnyen oldódik:

Co(OH)Cl + 6 NH3 →  Co(NH3)62+ + OH- + Cl-
- (NH4)2S. Fekete színű kobalt(II)-szulfidot választ le, mely a reagens feleslegében nem oldódik.

A csapadékot dekantálva osszuk két részre:
a, A csapadék nem oldódik híg erős savakban. 

b, Bróm-sósavval melegítve a csapadék (kék színnel) oldódik: 

CoS + Br2 + 4 Cl- → CoCl2−4 + S + 2 Br-
- KCN. A kis feleslegű nátronlúggal hidegen leválasztott kobalt(II)-hidroxid cianidionok hatására barnás színnel oldódik:

Co(OH)2 + 6 CN- → Co(CN)4−6 + 2 OH- 

Az oldat levegőn állva lassan, hipoklorit hatására pillanatszerűen sárga színűvé válik: 

2 Co(CN)4−6 + ClO- + H2O → 2 Co(CN)3−6 + Cl- + 2 OH- 

de az oldatból nem válik le kobalt(III)-hidroxid: eltérés a nikkel megfelelő reakciójától.
- NaNO2. Ecetsavas közegben redoxi- és komplexképződése reakció egyidejűen megy végbe:

Co2+ + 7 NO−2 + 2 H+ → Co(NO2)3−6 + NO + H2O 

A sárga színű hexanitrozo-kobaltát(III)-ionok káliumionokkal (kálium-klorid) sárga csapadékot adnak: 

3 K+ + Co(NO2)3−6 → K3[Co(NO2)6] 
- Tömény sósav. A kobalt(II) kék színű klorokomplexei nem túlzottan stabilisak, viszonylag tömény kobaltoldatból is csak igen nagy kloridkoncentrációval, tömény sósavval állíthatók elő:

Co2+ + 2 Cl- → CoCl2 

CoCl2 + 2 Cl- → CoCl2−4 

AZ oldatot hígítva a kék szín eltűnik. 
- NH4SCN. Nem túl stabilisak, de jellemzően kékek a kobalt(II) rodanidkomplexei:

Co2+ + n SCN- → Co(SCN)n2-n 

A reakciót célszerű szilárd ammónium- (vagy kálium-)-rodaniddal végezni, így elkerülhetjük a hígulást. 

Még előnyösebb, ha reagensként telített acetonos ammónium-rodanidot alkalmazunk: a nagy rodanidkoncentráció biztosítása mellett csökkentjük az akvakomplexet kialakító víz koncentrációját is. 

A kék oldat fluoriddal nem bontható (eltérés az Fe3+-tól), így a reakció fluorid jelenlétében szelektív és egyben érzékeny is.
A kobaltionra jellemző, hogy ammin-, de nem hidroxokomplexképző. Kloro- és rodanátkomplexe nem túl stabilis, de élénk színű. Szulfidja savas közegből nem választható le, de a levált csapadék már nem oldódik.

## A vas(II)-ionok reakciói
- A leggyakrabban használt vas(II)-só, a Mohr-só: az ammónium-vas(II)-szulfát vizes oldata gyengén, egyéb vízoldható vas(II)-sók vizes oldatai határozottan savas kémhatásúak és halványzöld színűek. A levegő oxigénjére valamennyi érzékeny:

4 Fe2+ + O2 + 2 H2O → 4 Fe(OH)2+ 

viszonylag a Mohr-só oldata a legstabilisabb. 
- NaOH. Zöldes színű vas(II)-hidroxid válik ki, mely a reagens feleslegében nem oldódik.

Állás közben a csapadék oxidáció révén sötétedik, és fekete színen át végül rozsdabarnává válik: 

4 Fe(OH)2 + O2 + H2O → 4 Fe(OH)3 

A vas(III)-hidroxid-csapadék oxidációja hipoklorittal vagy hidrogén-peroxiddal szinte pillanatszerű.
- NH3. Ugyancsak vas(II)-hidroxid válik le, mely a reagens feleslegében nem oldódik.
- (NH4)2S. Kiválik a fekete vas-szulfid, mely a reagens feleslegében nem oldódik.

A dekantálva mosott csapadékot három részre osztjuk: 

a, ecetsavban nehezen, 

b, sósavban (kénhidrogén-fejlődés közben) könnyen oldódik: 

FeS + 2 H+ → Fe2+ + H2S 

c, hosszabb állás, még inkább hidrogén-peroxid hatására a vas(II)-szulfid vas(III)-hidroxiddá alakul: 

2 FeS + 3 H2O2 → 2 Fe(OH)3 + 2 S 

és megbarnul.
- KMnO4. Gyengén kénsavas közegben pillanatszerűen megy végbe az

5 Fe2+ + MnO−4 + 8 H+ → 5 Fe3+ + Mn2+ + 4 H2O 

redoxireakció, amit a permanganát élénk színének eltűnése egyértelműen jelez.
- Br2. Gyengén savas közegben egy-két csepp brómosvíz a vas(II)-ionokat vas(III)-ionokká oxidálja. Az oldat halványzöld színe sárgára változik, mely akkor is megmarad, ha a bróm feleslegét forralással elűzzük.
- A K3[Fe(CN)6] gyengén savas közegben "Turnbull-kék"-nek nevezett csapadékot választ le:

3 Fe2+ + 2 Fe(CN)3−6 → Fe3[Fe(CN)6]2 

A reakció szűrőpapíron is jól látható és érzékeny.
A vas(II)-ionok igen könnyen oxidálhatók. Jellegzetes, hogy sem nátronlúg, sem ammóniafeleslegben nem oldódó hidroxidcsapadéka már levegőn állva is változtatja színét. Gyors ez a változás oxidálószerek hatására. 

Érzékeny és jellemző a dimetil-glioximmal alkotott vörös színű komplex képződése.

## A vas(III)-ionok reakciói
- A vas(III)-vegyületek vizes oldatai sárga színűek, s erősen savas kémhatásúak.
- NaOH. Vörösbarna, kocsonyás vas(III)-hidroxid válik le, mely a reagens feleslegében nem oldódik.

```

```

A frissen leválasztott csapadék híg savakban könnyen oldódik és lúgos tartarátoldatban is.
- NH3. A leváló vas(III)-hidroxid ammóniafeleslegben is oldhatatlan.
- H2S. Savas közegben a vas(III) kénkiválás közben oxidálja a kénhidrogént:

2 Fe3+ + H2S → 2 Fe2+ + S + 2 H+
- (NH4)2S. Egy bizonyos határig az előző redoxireakció folyik, majd a szulfidion bázisos reagensként:

2 Fe3+ + 3 S2- + 6 H2O → 2 Fe(OH)3 + 3 H2S 

vas(III)-hidroxidot választ le. 

A redoxireakcióban képződött vas(II)-ionok a szulfidionokkal természetesen vas(II)-szulfidot képeznek, ennek fekete színe a vas(III)-hidroxid színét elfedi.
- KI. Sósavas közegben a jodid redukálja a vas(III)-at:

2 FeCl−4 + 2 I- → 2 Fe2+ + I2 + 8 Cl-
- K4[Fe(CN)6]. Kálium-hexaciano-ferrát(II)-tal "berlini-kék", vas(III)-hexaciano-ferrát(II)-csapadék képződik.

```

```

A csapadék híg savakban nem oldódik, lúggal főzve bomlik vas(III)-hidroxid képződése közben.
- KSCN. Már kis mennyiségű rodaniddal vörös színű komplex képződik:

Fe3+ + n SCN- → Fe(SCN)n3-n 

```

```

A komplexeket híg savak nem bontják. 

A vörös oldatot osszuk három részre: 

a, Megfelelő arényok mellett fő komponensenként  a töltés nélküli trirodanáto-vas(III)-komplex képződik, mely apoláros oldószerekben is jól oldódik, így a vizes közegből (vörös színnel) éterrel is kirázható. 

b, Az oldathoz ón(II)-kloridot csepegtetve az oldat a vas(III) redukciója miatt elszíntelenedik:
Fe(SCN)−4 + 4 Cl- → FeCl−4 + 4 SCN- 

az oldat elszíntelenedik.
A vas(III)-hidroxid igen könnyen leválasztható, hidrolizáltatható. Jellem színe is, valamint az, hogy sem lúgokban, sem ammóniában nem oldódik. A vas(III)-ion oxidáló tulajdonsága számos reakcióban megmutatkozik. Rodanidos komplexe intenzív és jellemző színű, használható azonosítási és szennyezésvizsgálati célokra egyaránt.

## A mangán(II)-ionok reakciói
- A mangán(II)-szulfát (-klorid, -perklorát, -nitrát stb.) vizes oldata savas kémhatású és halványrózsaszínű.
- NaOH. Oxigénmentes közegben fehér mangán(II)-hidroxid válik le, mely a reagens feleslegében nem oldódik.

A csapadékos oldatot háromfelé osztjuk: 

a, Ha az oldatot állni hagyjuk, lassan megsötétedik, s közel fekete színen át végül megbarnul mangán(IV)-oxid-hidroxid képződése miatt: 

2 Mn(OH)2 + O2 → 2 MnO(OH)2 

b, A barnulás, azaz a mangán(IV)-vegyület képződése hipoklorit hatására pillanatszerűen bekövetkezik. 

c, A hidrogén-peroxid ugyanígy oxidálja a mangán(II)-hidroxidot: 

Mn(OH)2 + H2O2 → MnO(OH)2 + H2O 

- NH3. Ugyancsak mangán(II)-hidroxid válik le, mely a 2 mol*dm−3 töménységű reagens feleslegében nem oldódik.
- (NH4)2S. Hidroxil-ammónium-klorid jelenlétében enyhén barnásrózsaszínű mangán(II)-szulfid válik le.

```

```

A dekantálva mosott csapadékot osszuk három részre: 

a, A csapadék kénhidrogén fejlődése közben: 

MnS + 2 H+ → Mn2+ + H2S 

ecetsavban is oldódik. 

b, A reagens feleslegében oldhatatlan. Ha ehhez az oldathoz ammóniát adunk és főzzük, a csapadék zöld színű mangán(II)-szulfiddá alakul. 

c, Hosszabb állás után a csapadék színe mangán(IV)-oxid-hidroxid képződése miatt megbarnul: 

MnS + O2 + H2 → MnO(OH)2 + S
- Kimutatás mangán(IV)-oxid formájában.

a, Szűrőpapíron egy csepp vizsgálandó oldathoz egy csepp nátronlúgot adunk. Néhány perces állás után a képződött mangán-dioxid 1 csepp 0,05%-os benzidinoldattal (10%-os ecetsavban) kék színeződés formájában, érzékenyen kimutatható. (A reakciót oxidálószerek természetesen zavarják.) 

b, Szelektívebb az a reakció, mely a mangán(II)-hidroxid ezüst katalizálta oxidációját használja fel. A reakció érzékenységét fokozza, hogy végbemegy gyengén ammóniás közegben a 

Mn2+ + 2 Ag(NH3)+2 + 4 OH- → MnO2 + 2 Ag + 4 NH3 + 2 H2O 

redoxireakció is, és kiváló ezüst miatt a szín mélyül.
- Oxidáció mangán(VI)-tá. A

MnO2−4 + 2 H2O + 2 e → MnO2 + 4 OH- 

folyamat redoxipotenciálja tömény kálilúgban: + 0.5V. 

Bármilyen mangánvegyületből lúgos-oxidatív ömlesztéssel mangán(VI), manganát képződik. Pl.: 

MnSO4 + 2 NaNO3 + 2 Na2CO3 → Na2MnO4 + 2 NaNO2 + 2 CO2 + Na2SO4
- Savanyú közegben peroxi-diszulfát-ionokkal, ezüstionokkal katalizált reakcióban a mangán(II)-ionok permanganáttá oxidálhatók:

2 Mn2+ + 5 S2O2−8 + 8 H2O → 2 MnO2−4 + 10 SO2−4 + 16 H+
- KIO4. A kálium-perjodát semleges vagy gyengén savanyú oldatban, ezüstkatalízis nélkül is képes a mangán(II)→mangán(VII) oxidációra:

2 Mn2+ + 5 IO−4 + 3 H2O → 2 MnO−4 + 5 IO−3 + 6 H+
A mangánra mindenekelőtt változatos redoxireakciói jellemzőek. Hidroxidja levegőn sötétedik, lúgokban és híg ammóniában nem, tömény ammóniában azonban oldható. Oxidációja manganáttá vagy permanganáttá nemcsak specifikus, hanem rendkívül érzékeny reakció is.

## A króm(III)-ionok reakciói
- Hidrolízis. A színes (az ibolya különböző árnyalatait mutató) króm(III)-vegyületek vizes oldatai határozottan savanyúak; legkevésbé a kálium-króm-timsó vizes oldata.
- NaOH. Zöld színű króm(III)-hidroxid-csapadék képződik, mely a reagens feleslegében oldódik:

Cr(OH)3 + OH- → Cr(OH)−4

```

```

Az oldatot osszuk három részre: 

a, A sárgászöld oldatból forralás hatására ismét csapadék válik le, mely már nátronlúgban alig, de sósavban is csak nehezen, melegítéssel oldódik. 

b, Hipohalogenitekkel melegítve az oldatot, kromát képződése miatt megsárgul: 

2 Cr(OH)−4 + 3 H2O2 + 2 OH- → CrO2−4 + 8 H2O
- NH3. Ugyancsak króm(III)-hidroxid válik le, mely a híg reagens feleslegében nem változik.

Ha frissen, hidegen, híg ammóniával éppen leválasztott króm-hidroxidhoz tömény ammóniát adunk, a csapadék lassan vörösesibolya színnel oldódik: 

Cr(OH)3 + 6 NH3 → Cr(NH3)3+6 + 3 OH-
- (NH4)2S hatására - hidrolízis révén - króm(III)-hidroxid válik le:

Cr3+ + 3 SH- + 3 H2O → Cr(OH)3 + 3 H2S 
 
mely savakban és nátronlúgban egyaránt oldható:
Cr(OH)3 + 3 H+ → Cr3+ + 3 H2O
Cr(OH)3 + OH- → Cr(OH)−4
- (NH4)S2O8. A króm(III) nemcsak lúgos közegben, hanem savas közegben is oxidálható kromáttá, peroxo-diszulfáttal:

2 Cr3+ + 3 S2O82- + 8 H2O → CrO2−4 + 6 SO2−4 + 16 H+
- Jellemző a krómvegyületekre (a vízben oldhatatlanokra is), hogy lúgos oxidatív ömlesztés során ugyancsak kromáttá alakulnak, pl.:

Cr2(SO4)3 + 3 NaNO3 + 5 Na2CO3 → 2 Na2CrO4 + 3 NaNO2 + 5 CO2 + 3 Na2SO4
- Fémcink. Sósavas közegben a fémcink igen kevéssé stabilis (elvileg a vizet is bontó, a levegő oxigénjétől könnyen oxidálódó), kék színű króm(II)-ionokká redukálja a króm(III)-at:

2 Cr3+ + Zn → 2 Cr2+ + Zn2+
A krómvegyületek kivétel nélkül színesek. Jellemző a króm(III)-ionra hidroxokomplex-képzése. Analitikailag legfontosabb reakciói, amelyekben kromáttá oxidáljuk, s úgy mutatjuk ki.

## A titanilionok reakciói
- Hidrolízis. A TiO2+ -ionokat tartalmazó oldat mindig erősen savas. Nagy mennyiségű szulfát vagy klorid jelenlétében szulfáto-, illetve klorokomplexek képződésével is számolni lehet.

A nem túlzottan savas oldatból a fehér színű titán(IV)-hidroxid egyszerű hígítás hatására leválik: a folyamat már pH=1,9-nél elkezdődik. 

A leválás klorid-acetátos reagenssel kvantitatív.
- NaOH. Fehér színű titán(IV)-hidroxid válik le, mely töményebb nátronlúg feleslegében oldódik:

Ti(OH)4 + 2 OH- → Ti(OH)2−6 

Melegítés hatására ismét titán(IV)-hidroxid válik le az oldatból, mely a lúgfeleslegben lehűtéskor már nem oldódik, sőt hígabb savak sem oldják.
- NH3. Ugyancsak titán(IV)-hidroxid válik le, mely a reagens feleslegébe nem oldódik.

Ha frissen és hidegen leválasztott csapadékhoz szilárd ammónium-karbonátot adunk, a csapadék feloldódik trikarbonátp-titanát(IV)-ionok formájában:

Ti(OH)4 + 3 CO32- → Ti(CO3)2−3 + OH- 

Az oldat forralása során ismét titanil-hidroxid, más néven a metatitánsav válik le.
- Ammónium-szulfid. Mint bázikus reagens, a szulfidionok hatására ugyancsak titán(IV)-hidroxid válik le.

A hidegen leválasztott csapadék híg, erős savakban oldódik, de melegítés hatására ez az oldhatóság megszűnik.
- Fémcinkkel sósavas közegben melegítve a színtelen titán(IV) ibolyaszínű titán(III)-má redukálódik.
- H2O2. Kénsavas közegben 1-2 csepp híg hidrogén-peroxid élénk sárga színeződést okoz; peroxo-titán(IV)-komplex képződik:

TiO2+ + H2O2 → TiO2+2 + H2O 

Az oldathoz fluoridot adva elszíntelenedik: 

TiO2+2 + F- + H2O → TiOF2−4 + H2O2
A titanilionok csaknem valamennyi csapadékos reakciójában hidroxidja válik ki. Feltűnő erős hidrolízise. 

Jellemző reakciója a hidrogén-peroxidos reakció kiegészítve azzal, hogy a sárga színeződés fluoridionok hatására eltűnik.

## A cinkionok reakciói
- A cink-szulfát (-klorid, -perklorát, -nitrát stb.) vizes oldata a hidrolízis miatt savanyú.
- NaOH. A nátronlúg hatására leváló fehér színű cink-hidroxid-csapadék a reagens feleslegében oldódik:

Zn(OH)2 + 2 OH- → Zn(OH)2−4

- NH3. Az ammónia hatására először cink-hidroxid-csapadék válik le, mely a reagens feleslegében oldódik:

Zn(OH)2 + 4 NH3 → Zn(NH3)2+4 + 2 OH-
- A H2S a fehér színű cink-szulfid-csapadékot csak nátrium-acetáttal pufferolt közegben választja le, mert a

Zn2+ + H2S  → ZnS + 2 H+ 

reakciót csak a hidrogénionok megkötése révén tudjuk eltolni a felső nyíl irányába. (A III. osztályba tartozó többi ion hasonló körülmények között, rövid időn belül csapadékot nem ad). 

A reakció egyben azt is jelzi, hogy a cink-szulfid ecetsavban oldhatatlan.
- (NH4)2S. A rendszerint kolloidálisan leváló fehér cink-szulfid-csapadékot forralással tömörítjük, majd dekantálás után négyfelé osztjuk:

```

```

a, A csapadék ecetsavban nem oldódik. 

b, A csapadék már kevés reagens sósav hatására is kénhidrogénfejlődés közben oldódik:
ZnS + 2 H+ → Zn2+ + H2S 

c, Bár a cink hidroxokomplex-képző, a csapadék nátronlúgban nem oldódik. 

d, Hasonlóan nem oldódik a csapadék ammóniában sem, annak ellenérem hogy a cink amminkomplexképző is.
- KCN. A cinkionokat tartalmazó oldathoz óvatosan annyi ammóniát csepegtetünk, hogy a cink-hidroxid-csapadék éppen leváljon. A gyengén ammóniás oldathoz kevés cianidot adva a csapadék komplexképződés közben oldódik:

Zn(OH)2 + 4 CN- → Zn(CN)2−4 + 2 OH- 

Az oldatból ammónium-szulfid hatására lassan leválik a fehér színű cink-szulfid-csapadék.
- K4[Fe(CN)6]. A cinkionok hexaciano-ferrát(II)-ionokkal gyengén savas közegben fehér csapadékot adnak.

```

```

A csapadékot osszuk két részre: 

a, A csapadék ecetsavban oldhatatlan, híg sósavban is csak nehezen oldódik. 

b, A csapadékot a nátronlúg oldja: 

Zn2[Fe(CN)6] + 8 OH- → 2 Zn(OH)2−4 + Fe(CN)4−6 

A színtelen oldatból ecetsav hatására a csapadék ismét leválik.
A cinkre jellemző, hogy hidroxo- és amminkomplexképző egyben, fehér szulfidja pedig ecetsavas közegből is leválasztható. Ez utóbbi főleg az I-II. osztály kationjainak távollétében előnyös reakció. Kétes esetben érdemes kiszűrni, majd hevíteni: cink-oxiddá alakul, mely forrón sárga, hidegen pedig fehér színű.

## A berilliumionok reakciói
- Hídrolízis. A berillium-szulfát (vagy -klorid stb.) vizes oldata színtelen és erősen savas kémhatású.
- NaOH. Fehér berillium-hidroxid válik le, mely nem-öregedett állapotában híg savakban, s kissé töményebb nátronlúgban oldódik:

Be(OH)2 + 2 OH- → Be(OH)2−4 

Az oldatot főzve a csapadék ismét leválik.
- NH3. A levált berillium-hidroxid ammónia feleslegében nem oldódik.
- (NH4)2S ugyancsak berillium-hidroxidot választ le:

Be2+ + S2- + 2 H2O → Be(OH)2 + H2S 

A csapadék a reagens feleslegében nem, híg sósavban (egy ideig) könnyen oldódik.
- (NH4)2CO3. A reagens első lépésben berillium-hidroxidot választ le, ez azonban a felesleg hatására komplexként oldódik:

Be(OH)2 + 2 CO32- → Be(CO3)2−2 + 2 OH- 

Az oldatot főzve a berillium-hidroxid ismét leválik.
A berilliumionokra jellemző, hogy hidroxo-, karbonáto- és acetátokomplexek formájában is oldható, az utóbbi - megfelelő előkészítés után - kloroformban is. A hidroxo- és karbonátokomplexek oldatát forralva ismét berillium-hidroxid-csapadék válik le.

## Az alumíniumionok reakciói
- Az alumínium-szulfát (-klorid, -perklorát, -nitrát stb.) vizes oldata színtelen és erősen savas kémhatású.

Az acetát-kloridos hidrolizáltató reagens hatására csapadék hidegen, acetátkomplex-képződés miatt nem válik le, forralásra azonban igen. A levált csapadék lehűtés után is megmarad.
- NaOH. Fehér, áttetsző kocsonyás csapadék formájában alumínium-hidroxid válik le, mely a reagens feleslegében oldódik:

Al(OH)3 + OH- → Al(OH)−4 

```

```

Az oldatból forralásra csapadék válik le. 

Ha az oldatban ammónium-nitrátot oldunk, és ismét forraljuk, az oldat hidroxidion-koncentrációja annyira csökken: 

OH- + NH4+ → NH4OH → NH3 + H2O 

hogy az előző reakció visszafordul, és ismét alumínium-hidroxid válik le. 
- NH3. A levált alumínium-hidroxid a reagens feleslegében nem oldódik. A kocsonyás csapadék nehezen észlelhető.

A csapadék tartarátokban oldódik, illetve tartarát jelenlétében le sem válik.
- (NH4)2S. A szulfidionok bázikus reagensként viselkedik és alumínium-hidroxidot választ le:

Al3+ + 3 S2- + 6 H2O → 2 Al(OH)3 + 3 H2S 

A csapadék a reagens feleslegében nem, híg sósavban könnyen oldódik. 
- NaF. A fluoridionok az alumíniummal igen stabilis komplexet képeznek:

Al3+ + 6 F- → AlF3−6
- Thénard-kék próba. A cinkionok Rinman-zöld reakciójához hasonló körülmények között (nátrium-karbonáttal ömélesztve, majd híg kobaltoldattal megcseppentve és ismét hevítve) kék termék képződik.

Hasonló színeződést adnak a szilikátok és a borátok is.
Az alumíniumionokra jellemző, hogy stabilis hidroxo- és fluorokomplexeket képeznek, ezzel szemben amminkomplexet nem. Alumínium-hidroxidként történő kimutatása nem túl érzékeny, de a legmegbízhatóbb; alizarinos reakciója viszont azonosítási szempontból túlzottan érzékeny, s csak körültekintéssel alkalmazható.